# Maurice Rossel
Maurice Rossel (1916 o 1917 – 1997) è stato un medico svizzero e funzionario del Comitato internazionale della Croce Rossa (CICR) durante l'Olocausto. 
È meglio conosciuto per aver visitato il campo di concentramento di Theresienstadt il 23 giugno 1944; riferì erroneamente che Theresienstadt era la destinazione finale dei deportati ebrei e che le loro vite erano "quasi normali". Il suo rapporto, considerato "emblematico del fallimento del CICR" durante l'Olocausto, minò la credibilità del Rapporto Vrba-Wetzler e fuorviato il CICR sulla soluzione finale. Rossel in seguito visitò il campo di concentramento di Auschwitz. Nel 1979 è stato intervistato da Claude Lanzmann; sulla base di questo filmato, è stato prodotto il film del 1997 A Visitor from the Living.

## Primi anni di vita
Le informazioni su Rossel sono limitate. Nacque nel 1916/1917 a Tramelan, un villaggio nella parte francofona del Canton Berna. Fino al suo pensionamento all'inizio del decennio del 1980 è stato un generalista molto apprezzato nel suo paese natale. Il suo background era tipico dei rappresentanti del Comitato Internazionale della Croce Rossa (CICR) dell'epoca, poiché era un giovane, un ufficiale dell'esercito svizzero, un medico e un protestante. In seguito ha affermato che la sua motivazione principale per entrare a far parte della Croce Rossa era evitare un incarico presso la guardia di frontiera svizzera.

## Carriera nel Comitato della Croce Rossa
Tra il 12 aprile 1944 e il 1º gennaio 1945 Rossel risiedeva a Berlino, incarico che ottenne grazie al suo fluente tedesco. Durante questo periodo, Rossel ha partecipato a diciassette missioni, visitando ogni volta diversi campi di prigionieri di guerra. Quattro di queste missioni erano in campi nei Sudeti, che, insieme ai buoni rapporti col dottor Roland Marti, il capo della delegazione della Croce Rossa di Berlino, potrebbero aver influenzato la sua selezione per la visita a Theresienstadt, nonostante la sua inesperienza. Secondo lo United States Holocaust Memorial Museum, le sue visite ai campi dell'Alta Slesia lo misero in contatto con prigionieri che erano a conoscenza dell'assassinio di prigionieri nel campo di concentramento di Auschwitz, ma Rossel in seguito disse che non ne era a conoscenza.

### Vista a Theresienstadt
Nel 1943, il CICR subì crescenti pressioni da parte delle organizzazioni ebraiche e del governo cecoslovacco in esilio affinché intervenisse a favore degli ebrei, alla luce dei rapporti accumulati sullo sterminio degli ebrei da parte del regime nazista. Nel tentativo di preservare la sua credibilità e preminenza come organizzazione umanitaria, il CICR chiese di visitare il campo di concentramento di Theresienstadt nel novembre 1943. La visita faceva anche parte di un più ampio programma di verifica che i pacchi inviati dal CICR ai prigionieri dei campi di concentramento non fossero stati deviato dall'esercito tedesco. Non è chiaro fino a che punto il CICR volesse la stesura di un rapporto accurato su Theresienstadt, dato che aveva accesso a informazioni indipendenti che confermavano che i prigionieri erano stati trasportati ad Auschwitz e lì uccisi. Il governo danese fece anche pressioni sui nazisti per consentire una visita, a causa degli ebrei danesi che vi erano stati deportati alla fine del 1943.
Theresienstadt, un campo di concentramento ibrido e un ghetto, fu utilizzato come campo di detenzione temporaneo per ebrei la cui destinazione finale erano i campi di sterminio, in particolare Auschwitz. Durante l'esistenza del campo, 33.000 prigionieri morirono di fame e malattia. Il campo era stato preparato per la visita deportando 7.500 dei suoi abitanti ad Auschwitz per ridurre il sovraffollamento. Altri prigionieri erano stati costretti a lavorare su progetti di costruzione per "abbellire" superficialmente il ghetto, compreso il cambio di tutti i nomi delle strade e la costruzione di una scuola falsa e di altre istituzioni fittizie che non hanno mai funzionato. Il giorno della visita, ai veterani di guerra e ad altri ebrei disabili era vietato uscire per le strade.
Il 22 giugno 1944 Rossel lasciò Berlino con Eigil Juel Hennigsen, capo del ministero della Salute danese, e Frants Hvass, direttore generale del ministero degli Esteri danese. Gli stranieri erano accompagnati da diversi alti funzionari dello Schutzstaffel (SS), la maggior parte dei quali vestiti in borghese. Il giorno successivo trascorsero otto ore all'interno di Theresienstadt, guidati su un percorso predeterminato. I visitatori potevano parlare solo con ebrei danesi e rappresentanti selezionati, tra cui Paul Eppstein, capo del Consiglio degli Anziani. Guidato in una limousine da un ufficiale delle SS che fingeva di essere il suo autista, Eppstein fu costretto a descrivere Theresienstadt come "una normale città di campagna" di cui era "sindaco" e a fornire ai visitatori statistiche inventate sul campo. Rossel e gli altri rappresentanti accettarono le restrizioni delle SS e non fecero alcun tentativo di indagare ulteriormente, ad esempio indagando sulle stalle, sui seminterrati e su altre abitazioni inadatte in cui la maggior parte dei prigionieri di Theresienstadt era costretta a vivere, o ponendo domande ai detenuti. I segni che Theresienstadt non era ciò che le SS volevano far sembrare includevano un livido sotto l'occhio di Eppstein da quando era stato picchiato da Karl Rahm, il comandante del campo, pochi giorni prima. Durante una breve opportunità di parlare con Rossel da solo, Eppstein ha cercato di informarlo sulla vera situazione. Alla domanda sul destino finale dei prigionieri, Eppstein ha detto che "non c'era via d'uscita" per loro. Dopo la visita, i tre stranieri sono stati invitati a cena con le SS superiori e capo della polizia del Protettorato di Boemia e Moravia, Karl Hermann Frank.

### Rapporto Rossel
Tutti e tre i visitatori hanno scritto rapporti, sebbene come condizione della visita, hanno accettato di non distribuirli. Sebbene i rapporti Hennigsen e Hvass "non scoprissero le bugie naziste", esprimevano simpatia per gli ebrei. Il rapporto di Rossel è stato notato per la sua accettazione acritica della propaganda nazista. Affermò che gli ebrei non furono deportati da Theresienstadt; infatti, 68.000 persone erano già state deportate e in gran parte uccise. Rossel ha anche affermato che il campo era una città i cui abitanti avevano "la libertà di organizzare la propria amministrazione come meglio credevano". Rossel affermò che i residenti erano adeguatamente nutriti e persino meglio nutriti dei non ebrei nel protettorato. Scrisse che gli abitanti erano vestiti alla moda e che la loro salute era "curata con cura"; la vita nella "città" era "quasi normale". È stato notato che ha descritto gli abitanti del ghetto come "israeliti" (francese: israeliti) invece di "ebrei" (francese: Juifs). Facendo eco alla propaganda nazista che descriveva una cospirazione giudeo-bolscevica, Rossel descrisse il ghetto come una "società comunista" ed Eppstein come un "piccolo Stalin". Alla fine della sua relazione, Rossel mette in dubbio la Soluzione Finale:
«La nostra relazione non cambierà l'opinione di nessuno. Ognuno è libero di condannare l'atteggiamento del Reich verso la soluzione del problema ebraico. Tuttavia, se questa relazione potesse contribuire in piccola misura a dissipare il mistero che circonda il ghetto di Theresienstadt, ne saremo soddisfatti.»
Non è chiaro quali fossero le vere impressioni di Rossel su Theresienstadt; ha detto che avrebbe dovuto presentare un rapporto fattuale, non speculare su ciò che i nazisti avrebbero potuto nascondergli. Alcuni autori hanno suggerito che Rossel sapesse che il tour di Theresienstadt era una farsa, ma altri non sono d'accordo. Rossel ha scattato 36 fotografie durante la sua visita, allegandone sedici al suo rapporto. Tutti tranne uno sono stati portati all'esterno e la maggior parte ha rappresentato feste messe in scena dalle SS, come l'immagine di bambini che giocano. Sembra che Rossel non fosse autorizzato a fotografare ospedali, impianti sanitari o cantieri. Secondo gli storici svizzeri Sébastien Farré e Yan Schubert, le fotografie sono state considerate dal CICR come dichiarazioni di fatto neutrali, anche se in realtà erano altamente messe in scena, non rappresentando accuratamente la vita quotidiana dei prigionieri di Theresienstadt. Il CICR non ha rilasciato il rapporto dai suoi archivi fino al 1992.

### A visitor from the living
Nel 1979, Claude Lanzmann ha intervistato Rossel come parte del suo progetto di documentario sulla Shoah. Invece di chiedere il permesso a Rossel per programmare l'intervista, Lanzmann si è presentato alla porta di Rossel con una troupe cinematografica.